# Tamaz Stephaniastadion
Het Tamaz Stephaniastadion is een voetbalstadion in de Georgische stad Bolnisi. In het stadion speelt Sioni Bolnisi haar thuiswedstrijden.